# Lajtafalu
Lajtafalu (németül Potzneusiedl, horvátul Lajtica) falu Ausztriában, Burgenlandban, a Nezsideri járásban. 2005-ben 478 lakosa volt.

## Fekvése
A község a Lajta partján, Lajtakáta közelében fekszik.

## Története
A Gizella kíséretében érkezett bajor grófok egyike, Poth alapította Pátfaluval együtt. Neve máig fennmaradt a települések német nevében. A 15. század végén az itt birtokos kisnemesi család utolsó tagja saját részét unokaöccsének a fertőfehéregyházi Vogt Jánosnak adta. 1529-ben első bécsi hadjárata során a török Lajtafalut is elpusztította. Ezt követően horvátokkal telepítették be. A 18. század első felében a falu a brucki Harrach család, a század közepén báró Bender Károly birtoka volt.
Vályi András szerint " LAJTAFALV. Patz Neusiedl Elegyes horvát mező Város Mosony Várm. földes Ura mostan G. Andrásy Uraság, lakosai katolikusok, fekszik Posonyhoz 3, Ausztriabéli Prukhoz 1 1/2 órányira, a’ Nizsidéri járásban, határja három nyomásbéli, rozsot, zabot középszerűen, búzát, árpát, és hajdinát silányan terem, határja nagyobb részént dombos, földgye veres, követses, van kis tölgyes erdeje, és a’ Lajta mentében fűzesse, réttye, mezeje tsekély, piatzok Bésben, vagy más Ausztriai Várasokban."
Fényes Elek szerint " Lajtafalu, (Pocz Neusiedl), horvát-német m. v. Moson vmegyében, Ausztria szélén a Lajta mellett, regényes vidéken, 600 kath., 36 ágostai, 3 zsidó lak., kath. fiókegyházzal, csinos urasági kastélylyal, 2 vízimalommal. Rétje felette kevés, valamint legelője is szűk. 49 6/ harmadrendű telek után bir az ötven telkes gazda 832 4/ hold harmadrendű, 832 4/ hold negyedrendű szántóföldet, 7 embervágó harmadik osztálybeli rétet. Van erdeje, serfőzőháza, és uradalmi juhtenyésztése. F. u. gr. Batthyáni."
1921-ig Moson vármegye része volt. A Trianoni és a Saint Germain-i békék értelmében ekkor Ausztria Burgenland tartományához került. 1956-ig Batthyány-birtokközpont. Luise Batthyány a helyi temetőben nyugszik.

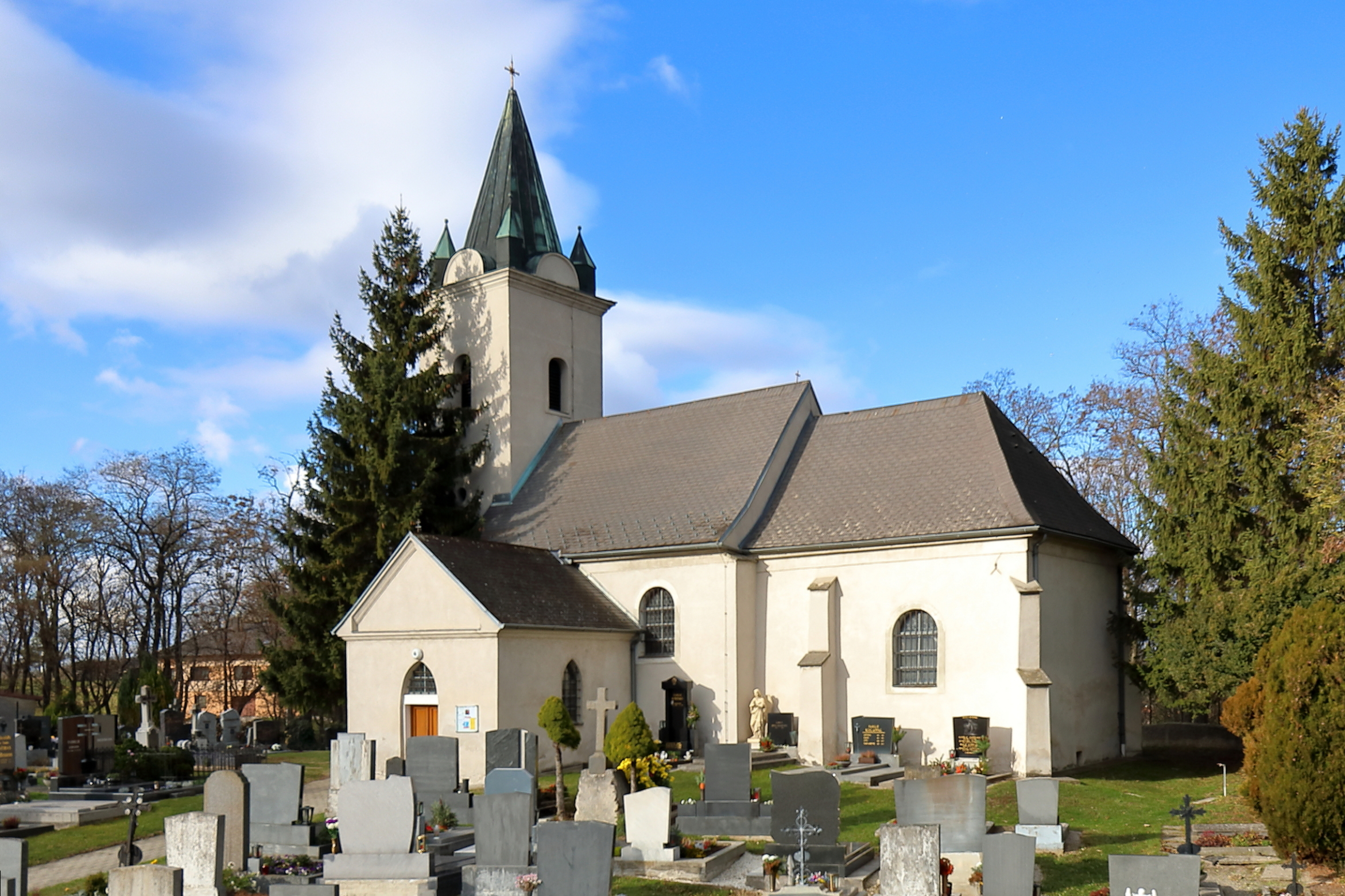
A templom

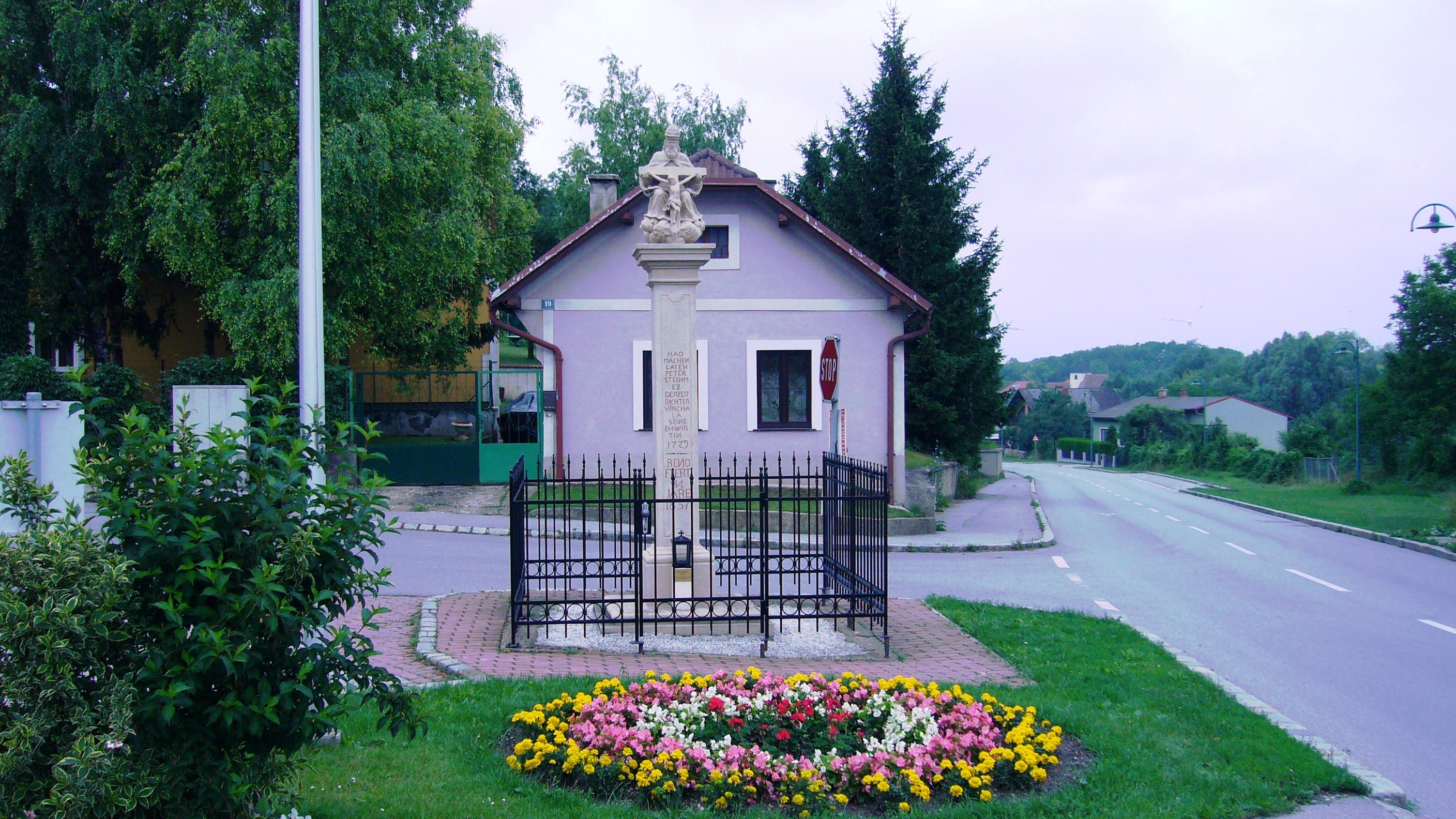
A főutca felső része

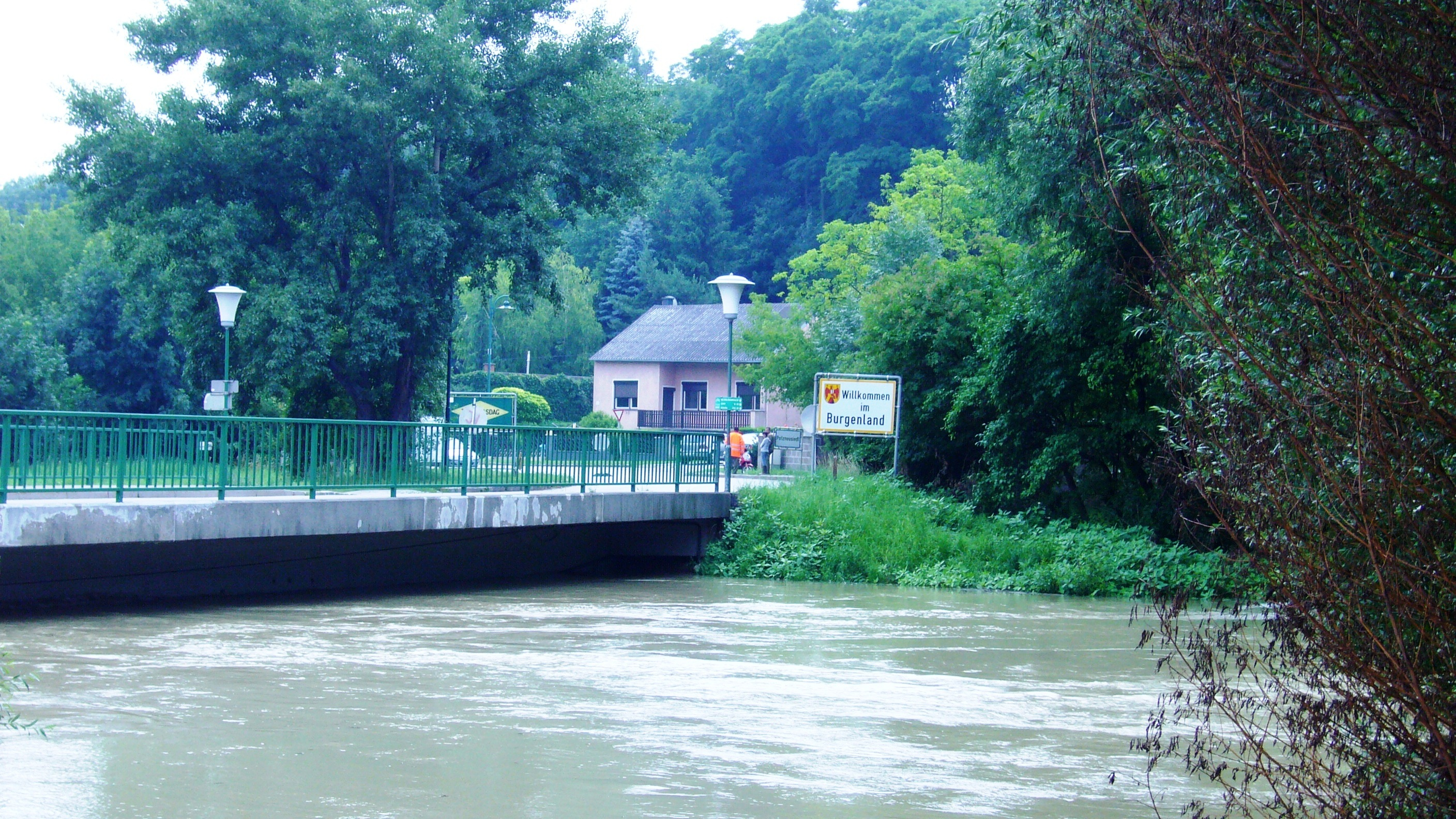
A Lajta hídja, az egykori magyar országhatáron.

## Nevezetességei
- Batthyány-kastély, jelenleg  (1970 óta) ikonmúzeum, a román tiszteletbeli konzul rezidenciája és 2001 óta román  kultúrintézet működik benne. (1987-től egy ideig osztrák-magyar kultúrintézet is működött itt, a kastély revitalizációja egyik állomásaként.)  Építése részben gótikus alapokon 1796 és 1808 között zajlott. A volt kocsiszín ma színházterem. (Adolf Loos Saal).
- Kápolna a kastélyparkban
- Szent Márk tiszteletére szentelt római katolikus temploma 1854-ben épült.

## Híres emberek
Itt született 1881. március 9-én Illyefalvi Imre Lajos statisztikus az MTA levelező tagja.

## Kultúra
„Színházi nyár” (Potzneusiedler Theatersommer) 1993 óta.

## Külső hivatkozások
- Hivatalos oldal
- Magyar katolikus lexikon
- Képek a kastélyról Archiválva 2013. március 30-i dátummal a Wayback Machine-ben